# Obrona przed bronią masowego rażenia

Symbole BMR

Obrona przed bronią masowego rażenia – zespół przedsięwzięć wykonywanych w celu odstraszania przeciwnika od użycia broni masowego rażenia (BMR) oraz zapewnienie wojskom bezpieczeństwa podczas działań w warunkach skażeń powstałych na skutek użycia broni jądrowej, biologicznej, chemicznej i radiologicznej, jak również w wyniku uwolnienia substancji niebezpiecznych w sytuacjach innych niż uderzenie BMR. Celem obrony przed bronią masowego rażenia jest stworzenie warunków do realizacji zadań w sytuacjach zagrożenia i wystąpienia zdarzeń CBRN.

## Zasady obrony przed bronią masowego rażenia
Podstawowe zasady OPBMR
- Pozyskiwanie informacji o zagrożeniach CBRN:

integralna część rozpoznawczego przygotowania środowiska operacyjnego; pozwala to na gromadzenie oraz analizę danych w celu określenia zagrożeń, niebezpieczeństw i ryzyka dla każdego filaru CBRN;
- Ocena zagrożenia:

proces, którego celem jest określenie najbardziej prawdopodobnego zagrożenia CBRN; oparta jest na dokładnych i aktualnych danych pochodzących z różnych źródeł; prowadzona i aktualizowana w sposób ciągły pozwala na dostosowanie odpowiednich zdolności OPBMR oraz środków ochronnych.
- Zarządzanie ryzykiem CBRN[4]:

celem zarządzania ryzykiem jest podejmowanie decyzji i realizacja działań prowadzących do ograniczenia potencjalnych skutków zdarzeń CBRN; ocena podatności sił własnych na zagrożenia umożliwia identyfikację obszarów zagrożeń oraz określenie ryzyka prowadzenia działań. Punktem wyjściowym do oceny ryzyka jest identyfikacja prawdopodobieństwa użycia środków CBRN w operacji, reprezentowanego przez poziomy zagrożenia.
- Interoperacyjność:

procedury oraz rozwiązania techniczne muszą dążyć do harmonizacji zdolności zarówno w środowisku narodowym, jak i sojuszniczym,
- Priorytetyzacja:

określenie priorytetów wsparcia sił lub obiektów, które są szczególnie ważne w ramach prowadzonych operacji
- Elastyczność:

zdolności do reagowania na szybko zmieniające się środowisko; OPBMR musi być elastyczna i modułowa.
- Powszechność:

realizacja OPBMR na każdym szczeblu dowodzenia i  w warunkach, które będą zapewniać natychmiastową reakcję wojsk.
- Podtrzymywanie działań:

skutki zdarzeń CBRN wpłyną na efektywność działania łańcucha zaopatrywania; w planowaniu zabezpieczenia logistycznego konieczne jest uwzględnienie podatności stałych elementów infrastruktury na zagrożenia CBRN.

## Przedsięwzięcia OPBMR
Podstawy określające przedsięwzięcia są ustalane przed operacją poprzez tworzenie odpowiedniej polityki, doktryn, wyposażenia, procedur oraz szkolenia.

### Wykrywanie, identyfikacja skażeń orazmonitoringzmian
Przedsięwzięcie niezbędne w celu wykrycia uderzeń BMR, zdarzeń typu ROTA (ang. release other than attack – uwolnienie inne niż atak) oraz ich oceny poprzez rozpoznanie i identyfikację występujących skażeń, określenie stopnia skażenia, określenie granic rejonów skażonych, pobranie próbek oraz monitorowanie zmian
Wykrywanie skażeń opiera się na zasadzie powszechności, które umożliwia stwierdzenie obecności substancji CBRN w celu natychmiastowego alarmowania. Ponadto wspierane przez wywiad lekarski na podstawie zewnętrznych oznak użycia środków CBRN.
Identyfikacja skażeń to działania zmierzające do ustalenia rodzaju środka lub materiału użytego podczas wystąpienia zdarzeń CBRN; wyróżnia się trzy poziomy identyfikacji: wstępną, potwierdzoną, dowodową. Identyfikacja uzupełniana jest pobieraniem próbek materiałów skażonych i dostarczanie ich  do laboratoriów analitycznych.
Monitoring skażeń polega na ciągłej lub okresowej obserwacji i analizie zmian zachodzących w sytuacji skażeń w określonym obszarze działania; wykonuje się wielokrotne pomiary skażeń w tym samym miejscu, obserwując i analizując wszelkie zmiany; może być prowadzony w stosunku do ludzi, sprzętu, terenu lub obiektów.

### Zarządzanie informacją CBRN
Przedsięwzięcia konieczne w celu natychmiastowego zebrania danych dotyczących uderzeń BMR, zdarzeń typu ROTA oraz ich ocena. Obejmuje także prognozowanie skutków użycia  oraz przesłanie meldunków. Ma na celu opracowania oceny zagrożenia CBRN, rozmieszczenia elementów SWS, alarmowania o skażeniach, prognozowania zagrożeń oraz ostrzegania i powiadamiania, meldowania o zdarzeniach CBRN, planowania wykorzystania środków ochrony przed skażeniami oraz planowania zabezpieczenia medycznego przed czynnikami zdarzenia CBRN.
Zadania w zakresie zarządzania informacją CBRN realizowane są w ramach systemu wykrywania skażeń (SWS). Jest to zorganizowany układ elementów powiązanych wzajemnymi relacjami organizacyjno-technicznymi przeznaczonych do zdobywania, gromadzenia, przetwarzania i analizowania informacji o zdarzeniach CBRN. W jego skład wchodzą źródła informacji, laboratoria analityczne oraz ośrodki analizy skażeń. Zarządzanie informacją CBRN wspierane jest środkami łączności oraz informatyki systemu dowodzenia .

### Ochrona przed skażeniami
Przedsięwzięcie dotyczy indywidualnej i zbiorowej ochrony przed skażeniami. Realizowane jest w celu zapewnienia wojskom zdolności przetrwania i kontynuowania działań w warunkach skażeń. Dotyczy jednocześnie środków i przedsięwzięć ochrony sprzętu i wyposażenia.
Ochrona przed skażeniami jest przedsięwzięciem polegającym na maksymalnym wykorzystaniu cech użytkowych indywidualnych i zbiorowych środków ochrony przed skażeniami oraz właściwości ochronnych sprzętu bojowego, obiektów inżynieryjnych i terenu. Jej celem jest  zwiększenie zdolności sił oraz środków do przetrwania po zdarzeniu CBRN. Ochrona fizyczna przed czynnikami rażenia zdarzeń CBRN zwiększa zdolność do przetrwania stanów osobowych, jednocześnie ograniczając zdolności operacyjne; wyróżnia się ochronę przed: skażeniami, promieniowaniem cieplnym, impulsem elektromagnetycznym, falą uderzeniową i promieniowaniem przenikliwym.
Ochrona fizyczna przed skażeniami dzieli się na:
- Indywidualne środki ochrony przed skażeniami (ISOPS)
  - indywidualne wskaźniki skażeń chemicznych,
  - dozymetry indywidualne,
  - filtracyjne maski przeciwgazowe i odzież ochronną,
  - indywidualne pakiety do likwidacji skażeń,
  - indywidualne pakiety medyczne.
- Zbiorowe środki ochrony przed skażeniami (ZSOPS):
  - stacjonarne,
  - mobilne,
  - zdolne do przewozu,
  - systemy mieszane.

### Ograniczanie zagrożenia przed skażeniami
Przedsięwzięcie konieczne w celu ograniczenia wpływu zagrożeń BMR na prowadzoną operację. Może być realizowane poprzez unikanie skażeń, ograniczanie rozprzestrzeniania i kontrolę stopnia skażenia oraz likwidację skażeń. To działania zapobiegawcze oraz przeciwdziałanie zagrożeniu, które powinny stanowić integralną część planowania działań.
Działania związane z ograniczaniem zagrożeń przed czynnikami rażenia zdarzeń CBRN obejmują:
- zdolność do przetrwania,
- działania ochronne podejmowane przed wystąpieniem skażeń,
- unikanie zagrożenia,
- kontrolę zagrożenia,
- likwidację skażeń.

### Medyczna ochrona przed BMR
Przedsięwzięcie niezbędne w celu obniżenia podatności sił własnych na działanie BMR oraz w celu leczenia i ewakuacji porażonych. Składowa ta obejmuje również rannych od broni konwencjonalnej w warunkach skażeń.
Medyczna ochrona przed czynnikami rażenia zdarzeń CBRN obejmuje:
- Działania przed wystąpieniem zdarzeń CBRN:
  - wczesne wykrywanie objawów mogących świadczyć o zastosowaniu środków CBRN;
  - zastosowanie medycznych środków zapobiegawczych w postaci działań profilaktycznych (prewencyjnych) i działań wstępnych.
- Działania po wystąpieniu zdarzeń CBRN:
  - natychmiastowa terapia poekspozycyjna;
  - ewakuacja i segregacja porażonych;
  - prowadzenie likwidacji skażeń (w tym rannych);
  - leczenie i opieka nad porażonymi;
  - izolacja porażonych czynnikami biologicznymi (zastosowanie kwarantanny).